# Live Gothic
Live Gothic – album koncertowy szwedzkiego zespołu metalowego Therion. Został nagrany w warszawskim klubie Stodoła w lutym 2007 roku. Premiera odbyła się 25 lipca 2008 roku.

## Płyta pierwsza
1. „Der Mitternachtslöwe”
2. „Schwarzalbenheim”
3. „The Blood of Kingu”
4. „The Falling Stone”
5. „An Arrow From the Sun”
6. „Deggial”
7. „Wine of Aluqah”
8. „The Perennial Sophia”
9. „The Son of the Sun”
10. „Son of the Staves of Time”
11. „Birth of Venus Illegitima”
12. „Tuna 1613”
13. „Drum Solo”
14. „Muspelheim”

Czas: 68 min

### Płyta druga
1. „Rise of Sodom and Gomorrah”
2. „Ginnungagap”
3. „Grand Finale”
4. „Lemuria”
5. „The Wand of Abaris”
6. „Nightside of Eden”
7. „To Mega Therion”
8. „Thor (The Powerhead)”

Czas: 51 min

## DVD
1. „Der Mitternachtslöwe”
2. „Schwarzalbenheim”
3. „The Blood of Kingu”
4. „The Falling Stone”
5. „An Arrow From the Sun”
6. „Deggial”
7. „Wine of Aluqah”
8. „The Perinnial Sophia”
9. „The Son of the Sun”
10. „Son of the Staves of Time”
11. „Birth of Venus Illegitima”
12. „Tuna 1613”
13. „Drum Solo”
14. „Muspelheim”
15. „Rise of Sodom and Gomorrah”
16. „Ginnungagap”
17. „Grand Finale”
18. „Lemuria”
19. „The Wand of Abaris”
20. „Nightside of Eden”
21. „To Mega Therion”
22. „Thor (The Powerhead)”

### Bonusowe video
- „Drum Battle in Holland”